# Sdot Yam
 (février 2023).
Si vous disposez d'ouvrages ou d'articles de référence ou si vous connaissez des sites web de qualité traitant du thème abordé ici, merci de compléter l'article en donnant les références utiles à sa vérifiabilité et en les liant à la section « Notes et références ».
Sdot Yam est un kibboutz du nord d'Israël.

## Histoire
Il est fondé en 1936, par des anglais.

## Activités du kibboutz
- agriculture
- pêche